# Thüringische Rhön
Thüringische Rhön este o arie protejată (arie de protecție specială avifaunistică — SPA) din Germania întinsă pe o suprafață de 19.949 ha, integral pe uscat.

## Localizare
Centrul sitului Thüringische Rhön este situat la coordonatele 50°35′31″N 10°05′02″E / 50.5919°N 10.0839°E.

## Înființare
Situl Thüringische Rhön a fost declarat arie de protecție specială avifaunistică în aprilie 2007 pentru a proteja 36 de specii de animale.

## Biodiversitate
Situată în ecoregiunea continentală, aria protejată nu include niciun habitat protejat.
La baza desemnării sitului se află mai multe specii protejate de  păsări (36): minunița (Aegolius funereus), pescăruș albastru (Alcedo atthis), buha (Bubo bubo), caprimulg (Caprimulgus europaeus), barză albă (Ciconia ciconia ciconia), barză neagră (Ciconia nigra), erete de stuf (Circus aeruginosus), erete vânăt (Circus cyaneus), Corvus monedula, prepeliță (Coturnix coturnix), cristeiul de câmp (Crex crex), ciocănitoarea de stejar (Dendrocopos medius), ciocănitoare neagră (Dryocopus martius), șoimul rândunelelor (Falco subbuteo), muscar-gulerat (Ficedula albicollis), muscar (Ficedula parva), becațină comună (Gallinago gallinago), Gallinula chloropus chloropus, ciuvică (Glaucidium passerinum), vulturul pleșuv sur (Gyps fulvus), capîntortură (Jynx torquilla), sfrâncioc roșiatic (Lanius collurio), sfrâncioc mare (Lanius excubitor excubitor), grelușelul-de-tufiș (Locustella fluviatilis), ciocârlie de pădure (Lullula arborea), gaia neagră (Milvus migrans), gaia roșie (Milvus milvus), pietrar sur (Oenanthe oenanthe), viespar (Pernis apivorus), ciocănitoare verzuie (Picus canus), mărăcinar (Saxicola rubetra), mărăcinar negru (Saxicola torquatus), sitar de pădure (Scolopax rusticola), cocoș de mesteacăn (Tetrao tetrix), cocoșul de mesteacăn (Tetrao tetrix tetrix), nagâț (Vanellus vanellus).
Pe lângă speciile protejate, pe teritoriul sitului au mai fost identificate 1 specie de păsări.